# 胡一声
胡一声（1905年—1990年），原名胡水廷，别号蔡若愚、何家烈，男，广东梅县人，中国社会活动家、华侨教育家，曾任北京师范大学教育系副教授，北京师范大学附属中学校长，暨南大学中文系教研室主任、东南亚研究所所长，中国民主同盟中央委员会委员，第二、五、六届全国政协委员。